# Villanueva del Campo
Villanueva del Campo és un municipi de la província de Zamora, a la comunitat autònoma de Castella i Lleó. Gràcies als seus edificis eclesiàstics i els personatges il·lustres en matèria religiosa, sobretot al segle xviii, sel coneix pel sobrenom de: "Poble de les tres torres, bressol de bisbes i inquisidors"
Pertany a la comarca natural anomenada Tierra de Campos. Es troba integrada a la Mancomunidad Tierra de Campos i en la Mancomunidad Intermunicipal del Raso de Villalpando juntament amb altres municipis de la seva comarca i de la província de Zamora. Part del seu terme municipal s'integra dins de la ZEPA Penillanuras-Campos Sur i de la ZEPA Penillanuras-Campos Norte.

## Geografia
Villanueva del Campo està situat a la cantonada nord-oriental de la província de Zamora, limitant al nord amb la província de Lleó i a l'est i l'oest amb la de Valladolid. Les carreteres que travessen la població són d'est a oest la N-610 que va de Palència a Benavente i de sud a nord la ZA-512 de Villalpando a Valderas. Pertany a la comarca natural denominada Tierra de Campos.

## Fills il·lustres
- Ramón González Barrón (Villanueva del Campo, 12 d'agost de 1897 – 1987) fou un compositor, mestre de capella i sacerdot.

## Demografia
| 1991 | 1996 | 2001 | 2004 |
| ---- | ---- | ---- | ---- |
| 1231 | 1126 | 1052 | 1061 |

## Administració
| Període      | Nom de l'alcalde/-essa       | Partit polític | Data de possessió |
| ------------ | ---------------------------- | -------------- | ----------------- |
| 1979 - 1983  |                              |                | 19/04/1979        |
| 1983 - 1987  |                              |                | 28/05/1983        |
| 1987 - 1991  |                              |                | 30/06/1987        |
| 1991 - 1995  |                              |                | 15/06/1991        |
| 1995 - 1999  |                              |                | 17/06/1995        |
| 1999 - 2003  |                              |                | 03/07/1999        |
| 2003 - 2007  | Manuel Valerio Febrero López | PP             | 14/06/2003        |
| 2007 - 2011  | Manuel Valerio Febrero López | PP             | 16/06/2007        |
| 2011 - 2015  | n/d                          | n/d            | 11/06/2011        |
| 2015 - 2019  | n/d                          | n/d            | 13/06/2015        |
| 2019 - 2023  | n/d                          | n/d            | 15/06/2019        |
| Des del 2023 | n/d                          | n/d            | 17/06/2023        |